# Mihail Ivanovici Bleive
Mihail Ivanovici Bleive (în rusă Михаил Иванович Блейве; n. 29 octombrie 1873, Olustvere, Regiunea Viljandi, Estonia – d. 14 ianuarie 1919, Tartu, Regiunea Tartu, Estonia) a fost un protopop din gubernia Livonia a Imperiului Rus. Este unul dintre primii sfinți ortodocși de etnie estonă. Bleive a fost protopopul Catedralei Adormirii Maicii Domnului din Tartu, unde i se află moaștele. A fost ucis în timpul Revoluției Ruse de către bolșevici, împreună cu ceilalți Sfinți Martiri de la Tartu. A fost canonizat de Biserica Ortodoxă Rusă în 2000, fiind sărbătorit la data de 1 ianuarie.

## Viață

### Tinerețe
Mihail Ivanovici Bleive s-a născut pe 29 octombrie 1837 în Olustvere, Gubernia Livonia, Imperiul Rus. A fost fiul cititorului de psalmi Ivan Petrovici Bleive și a Ankilinei Hristoforovna (născută Leat). A avut două surori, Alexandra și Vera. 
Dat fiind că familia sa a fost una săracă, atunci când a început studiile la Școala Teologică din Riga a intrat pe unul dintre posturile plătite de statul rus. Termină școala în 1894, înainte de a continua la Seminarul Teologic din Riga (categoria a doua), devenind un cântăreț și cititor de psalmi la Biserica Sf. Ioan Înaintemergătorul din Riga.